# Bitwa o Anglię
Bitwa o Anglię lub bitwa o Wielką Brytanię (ang. Battle of Britain, niem. Luftschlacht um England) – kampania powietrzna głównie nad południową i centralną Anglią, toczona między niemieckim lotnictwem Luftwaffe a brytyjskim RAF-em w czasie II wojny światowej, w okresie od 10 lipca do 31 października 1940 roku. Była to pierwsza kampania toczona wyłącznie za pomocą lotnictwa.
Przedział czasowy bitwy od 10 lipca do 31 października wprowadzili historycy brytyjscy; odnosi się on do okresu najintensywniejszych nalotów, odbywających się w trakcie dnia. Historycy niemieccy częściej używają zaś przedziału czasowego od sierpnia 1940 do maja 1941 roku (wówczas Niemcy wycofali swoje jednostki lotnicze z tych rejonów i przerzucili je na wschód, włączając je do planu „Barbarossa”).

## Przyczyny starcia
Po pokonaniu Francji, Adolf Hitler oczekiwał, że Wielka Brytania wycofa się z wojny, korzystając z niemieckiej oferty pokojowej i da Niemcom wolną rękę w działaniach w Europie. W początkowych planach niemieckich nie leżało zdobycie Wielkiej Brytanii. Wobec stanowczego odrzucenia niemieckich sugestii pokojowych przez rząd brytyjski pod przewodnictwem premiera Winstona Churchilla, Hitler zarządził przygotowania do inwazji morskiej na Wyspy Brytyjskie pod kryptonimem „Seelöwe” (Lew Morski). Operacja inwazyjna, borykająca się z dużymi problemami logistycznymi po stronie niemieckiej, nieprzygotowanej do szybkiego zapewnienia licznych środków transportu morskiego, miała według dyrektyw być gotowa w połowie sierpnia. Warunkiem koniecznym do realizacji tego planu było osiągnięcie przewagi w powietrzu poprzez zniszczenie brytyjskiego lotnictwa w powietrzu i na ziemi, co stało się głównym celem niemieckim bitwy o Anglię. W początkowych jej fazach istotnym celem Niemców było również niszczenie brytyjskiej floty i żeglugi, zwłaszcza na kanale La Manche, a w środkowej, decydującej fazie, stało się nim niszczenie brytyjskiego przemysłu lotniczego. Ubocznym celem była izolacja Wielkiej Brytanii przez niszczenie transportu morskiego, wpływające na złamanie chęci oporu. Wobec nieosiągnięcia przewagi w powietrzu, głównym celem niemieckim, począwszy od czwartej fazy (7 września 1940), stało się złamanie chęci oporu w społeczeństwie brytyjskim, zmierzające do wycofania się Wielkiej Brytanii z wojny.

## Czas trwania
Ramy czasowe bitwy o Wielką Brytanię traktowane są przez historyków umownie i czasami są przedmiotem sporu. Według tradycyjnej brytyjskiej periodyzacji, przyjętej w 1941 roku przez brytyjskie Ministerstwo Lotnictwa, bitwa o Anglię toczyła się od 8 sierpnia do 31 października 1940 roku. Dzieli się na cztery podokresy (od 8 do 18 sierpnia, od 19 sierpnia do 5 września, od 6 września do 5 października, oraz od 6 do 31 października 1940 roku). Część historyków wyróżnia jednak pięć podokresów, rozciągających przy tym jej trwanie na czas pomiędzy 10 lipca a 31 października 1940 roku. Rozbieżności biorą się z faktu, że starcia pomiędzy Luftwaffe a Royal Air Force trwały bez przerwy od wiosny 1940 r. także po upadku Francji, a różnicę stanowiła jedynie ich intensywność. Rozbieżności w periodyzacji bitwy przekładają się również na statystyki strat, zestrzeleń samolotów itp.

## Plan niemiecki
Pierwszy plan inwazji na Wielką Brytanię Adolf Hitler nakazał przygotować sztabowi Kriegsmarine już w listopadzie 1939 roku jako ewentualną alternatywę przyszłych wydarzeń. Kolejną rozmowę na ten temat przeprowadził z Hitlerem 25 maja 1940 admirał Erich Raeder, dowódca Kriegsmarine, ale Führer odłożył decyzję na inny termin. Miesiąc później do kancelarii wodza III Rzeszy nadeszło pismo z prośbą o dalsze polecenia w sprawie inwazji, ale dopiero 2 lipca 1940 roku Raeder został wezwany do kwatery Hitlera otrzymując ogólne wytyczne ataku na Wielką Brytanię.
Niemiecki plan przewidywał w pierwszym etapie zdobycie dominacji w powietrzu dzięki przełamaniu sił oraz całkowitemu rozbiciu brytyjskiego lotnictwa, a także zniszczeniu lotnisk oraz infrastruktury naziemnej. Niemieckie plany koncentrowały się więc na przygotowaniach Luftwaffe dowodzonego przez Hermanna Göringa. Dopiero po ewentualnym powodzeniu bitwy powietrznej przewidywano inwazję lądową poprzez działania wojsk powietrznodesantowych zabezpieczanych przez samoloty, a na końcu desant morski dokonywany z wybrzeża. Przez długi czas plan ten uznawany był przez Hitlera jako hipotetyczny ponieważ cały czas liczył na podpisanie z Brytyjczykami pokoju. Zdania historyków są podzielone na temat tego czy Niemcy rzeczywiście chcieli dokonać inwazji na Wyspy Brytyjskie czy jedynie zmusić Anglię do zawarcia pokoju na korzystnych dla siebie warunkach.

## Przebieg bitwy

### Faza wstępna (10 lipca-7 sierpnia)
Już 30 czerwca 1940 r., tydzień po upadku Francji, marszałek Göring wydał „Ogólne dyrektywy dotyczące operacji Luftwaffe przeciwko Wielkiej Brytanii”, w których priorytetem było zwalczanie brytyjskiego lotnictwa i jego zaplecza. Jednocześnie Kriegsmarine naciskała na niego, aby niemieckie samoloty zaangażowały się w zwalczanie Royal Navy, a także brytyjskich portów i transportu morskiego.

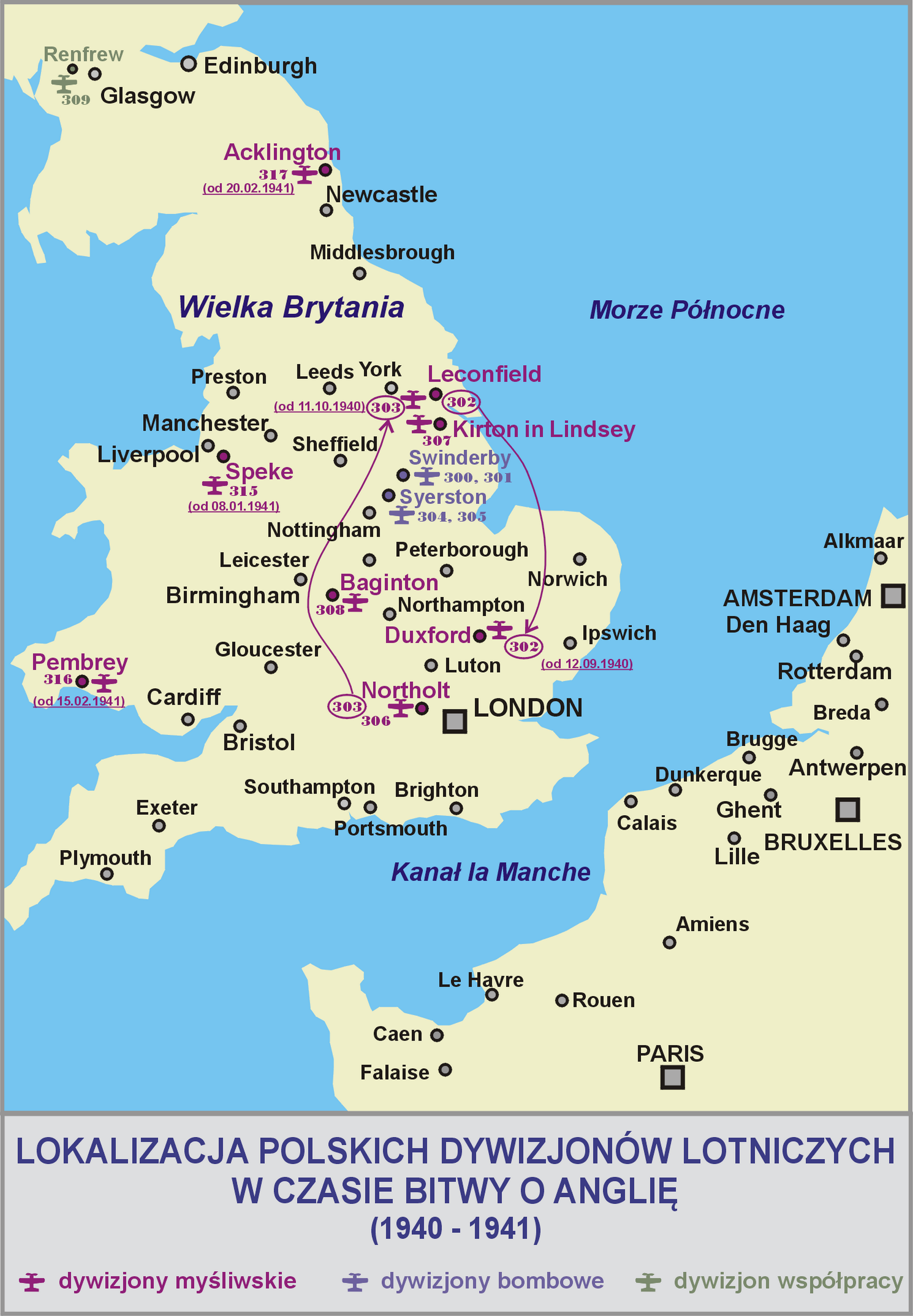

Marszałek uległ tym naciskom i 11 lipca wydał następną instrukcję, zezwalającą na większe zaangażowanie się w atakowanie brytyjskich konwojów na kanale La Manche. W tym czasie głównym celem niemieckiego lotnictwa myśliwskiego było sprowokowanie Brytyjczyków do aktywnego włączenia się w walki powietrzne, które miałyby maksymalnie osłabić siły RAF-u. Oprócz tego Niemcy dokonywali małymi siłami niespodziewanych pojedynczych nalotów bombowych na wybrane cele morskie lub naziemne. Prowadzili także intensywne działania, mające na celu minowanie z powietrza brytyjskich wód przybrzeżnych. W odpowiedzi samoloty bombowe RAF-u próbowały atakować niemieckie lotniska we Francji, były to jednak akcje prowadzone na małą skalę i z marnym skutkiem. Z tych początkowych starć Brytyjczycy wyciągnęli dwa wnioski. Po pierwsze, ich system obrony powietrznej, działający w oparciu o sieć nabrzeżnych stacji radiolokacyjnych, niezbyt dobrze sobie radził z odpowiednio szybkim uruchamianiem myśliwców, mających przechwytywać niemieckie wyprawy bombowe na cele położone na wybrzeżu Anglii. Postanowiono zatem z każdego sektora obrony przerzucać na lotniska położone na południowym wybrzeżu kraju pojedyncze klucze samolotów (po trzy maszyny), jako formacje alarmowe. Po drugie, taktyka myśliwców RAF-u, polegająca na ustawianiu się do walki klucza samolotów w szyku jeden za drugim, okazała się zawodna wobec szyku myśliwców wroga (atak w luźnym szyku dwójkowym od strony słońca). Zaczęto ćwiczyć różne warianty nowej formacji bojowej, która byłaby w stanie skutecznie przeciwstawić się szykom bojowym stosowanym przez Niemców. W lipcu obie strony toczyły walki o niezbyt dużym natężeniu dziennym, ale angażujące w skali miesiąca niemałe siły. Zarówno dla Luftwaffe, jak i dla RAF-u był to czas poznawania przeciwnika, sondowania jego możliwości, szukania słabych stron.
W tym czasie samoloty Luftwaffe w atakach na konwoje zatopiły 18 statków i 4 niszczyciele, natomiast walki powietrzne kosztowały Brytyjczyków stratę 77 samolotów. Jeszcze boleśniejsza była śmierć 40 pilotów. Ubytek takiej liczby samolotów można było zniwelować w ciągu kilku dni, ale szkolenie lotników trwało o wiele dłużej. Co gorsza, szybko wykruszali się piloci, którzy zdobyli doświadczenie podczas walk nad Francją. Ratunkiem w tej sytuacji było odwołanie się do pilotów cudzoziemskich, do których początkowo Brytyjczycy podchodzili z dużą rezerwą. W związku z tym zaczęto tworzyć dwa polskie i dwa czechosłowackie dywizjony myśliwskie oraz jeden kanadyjski. Niemcy w lipcowych walkach stracili niemal cztery razy więcej samolotów i odpowiednio większą liczbę lotników, jednak dzięki bardzo szeroko zakrojonemu programowi szkolenia ich rezerwy pilotów na tym etapie wojny były znacznie bogatsze. Po podpisaniu przez Hitlera, a dzień później przez Göringa, rozkazów dotyczących działań lotniczych przeciwko Wielkiej Brytanii, lotnicy Luftwaffe szykowali się do zwiększenia intensywności nalotów na cele wroga. Początek sierpnia nie przyniósł jednak znaczącego wzrostu aktywności. Jeden z większych nalotów w tych dniach przeżyło Norwich (1 sierpnia). Niemcy atakowali tamtejsze zakłady przemysłu spożywczego i drzewnego. Przy typowej aktywności lotnictwa niemieckiego myśliwce brytyjskie wykonywały ok. 400 lotów dziennie. Dowódca Fighter Command, marszałek Hugh Dowding, wyciągnął wnioski z ostatnich działań (i strat swoich dywizjonów) i uznał, że RAF nie może sobie pozwolić na dalsze wciąganie swoich samolotów przez myśliwce Luftwaffe w walki nad kanałem La Manche, które nie dość, że toczą się przy przewadze liczebnej wroga, to jeszcze powodują większe straty wśród pilotów – po zestrzeleniu nad wodą nie zawsze udawało się ich odszukać i uratować. Pod tym względem Niemcy górowali nad Brytyjczykami, ponieważ mieli lepiej zorganizowany system ratownictwa morskiego. Od tej pory myśliwce RAF-u miały czekać w pogotowiu na wysuniętych ku wybrzeżu lotniskach, by przechwytywać samoloty wroga już nad ziemią brytyjską. Marszałek był jedną z czołowych postaci, decydujących o obliczu alianckiej obrony. Michael Korda (Bitwa o Anglię) przypisuje mu największe zasługi na polu przygotowań do odparcia inwazji niemieckiej, dostrzegając jednocześnie, iż żelazna konsekwencja i skrupulatnie wcielany w życie plan Dowdinga pozwoliły Brytyjczykom na przetrwanie najtrudniejszych chwil w pierwszym tygodniu września 1940 roku, umożliwiając jednocześnie kontynuowanie walki.

### Faza pierwsza (8-18 sierpnia)

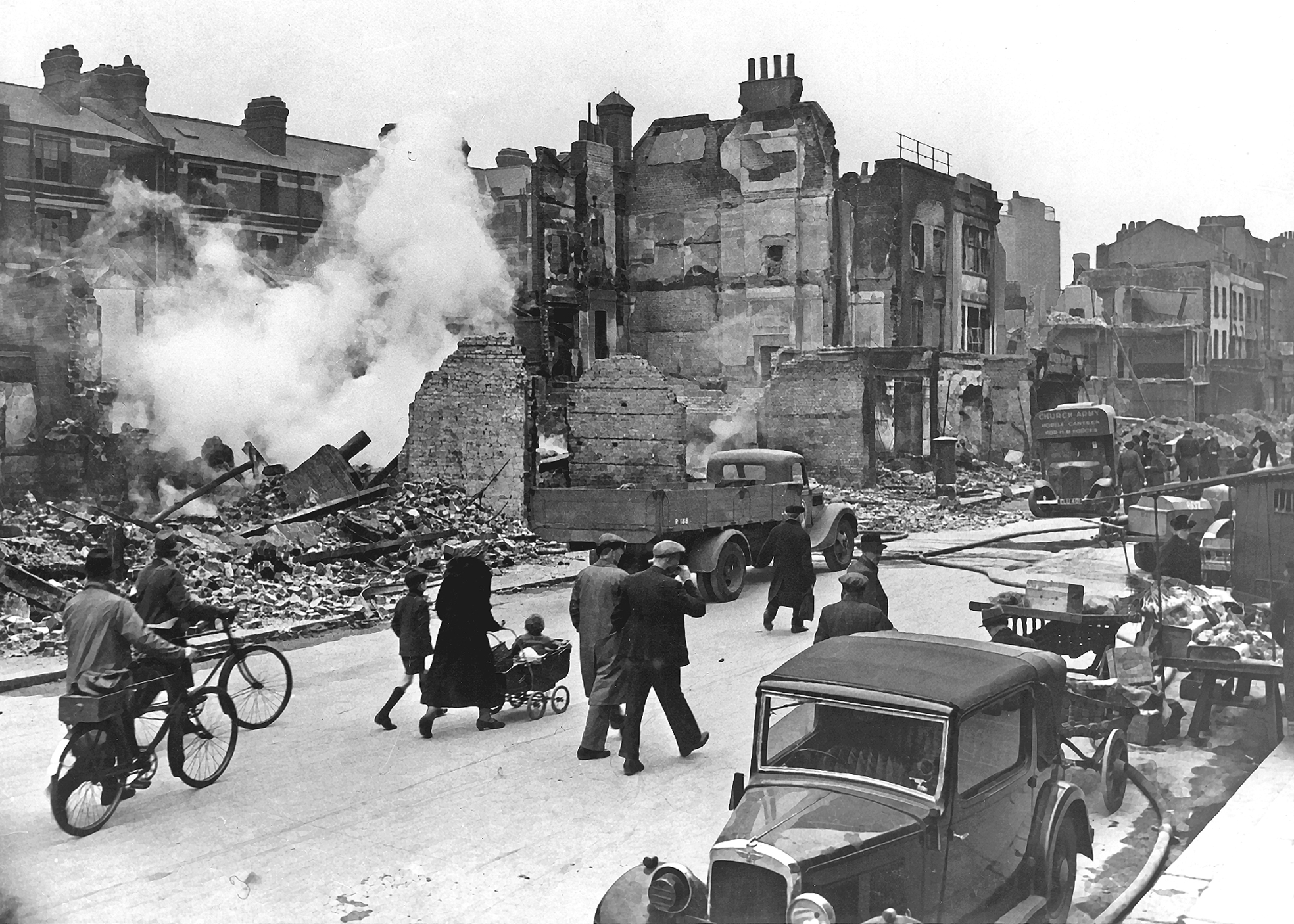
Londyn po bombardowaniu

W drugim tygodniu sierpnia pogorszyły się warunki atmosferyczne. Wydawało się, że lotnicy Luftwaffe będą zmuszeni czekać na poprawę pogody, aby rozpocząć właściwą ofensywę powietrzną przeciwko Wielkiej Brytanii. Czas działał na korzyść Brytyjczyków, nieprzerwanie bowiem trwało szkolenie nowych lotników (w sumie 626) i organizowanie następnych sześciu dywizjonów myśliwskich. Jednak 8 sierpnia z ujścia Tamizy wypłynął na kanał La Manche duży konwój, który Niemcy kilkakrotnie atakowali dużymi siłami. Doszło do zaciętych walk, w których wzięło udział aż siedem dywizjonów RAF-u. Konwój poniósł duże straty: na 20 jednostek 7 zatonęło, a 6 było poważnie uszkodzonych. Niemcy okupili ten sukces stratą 31 samolotów, zestrzelili natomiast 17 samolotów wroga. Jednocześnie maszyny niemieckie wykonały szereg lotów rozpoznawczych nad brytyjskimi miastami i lotniskami. Był to dzień największej aktywności Luftwaffe przeciwko Brytyjczykom, uznaje się go zatem za początek bitwy o Anglię. Tej nocy niemieckie bombowce zaatakowały Cardiff, Hull, Liverpool, Birmingham i Filton. Następnego dnia utrzymywała się deszczowa pogoda, co ograniczało aktywność Luftwaffe do nielicznych ataków na konwoje u wschodnich wybrzeży Anglii. 10 sierpnia pogoda była bez zmian i nie doszło do walk powietrznych. Dopiero 11 sierpnia rano w okolicy Dover pojawiła się pewna liczba myśliwców Messerschmitt Bf 109, próbujących swoją obecnością sprowokować brytyjskie samoloty do kontrataku.
Po południu duża wyprawa bombowa dotarła nad porty w Weymouth i Portland. Mimo obrony brytyjskiej Niemcom udało się je zbombardować. Napastnicy stracili tego dnia 35 samolotów, obrońcy – 32. 12 sierpnia nastąpiła oczekiwana przez Niemców poprawa pogody, w związku z tym marsz. Göring wydał rozkaz, aby następnego dnia rozpocząć operację „Adlertag” („Orli dzień”), czyli niejako oficjalnie zainaugurować bitwę o Wielką Brytanię. Już tego samego dnia od rana były atakowane ze zmiennym szczęściem stacje radiolokacyjne w okolicy Dover, a także pobliskie lotnisko w Lympne. W następnych godzinach bombowce nurkujące Junkers Ju 87, osłaniane przez myśliwce, zaatakowały trzy konwoje i instalacje portowe w Portsmouth. Wczesnym popołudniem zbombardowano lotniska Manston i Hawkinge oraz jeszcze raz w Lympne. Zostały one ciężko uszkodzone, zniszczono też wiele samolotów na ziemi. We wszystkich walkach, które toczono tego dnia, zginęło 11 pilotów RAF-u, a 40 maszyn zostało zniszczonych lub uszkodzonych. Na inaugurację operacji „Adlertag” Niemcy szykowali wiele nalotów siłami 2. i 3. Floty Powietrznej. Do południa bombardowano lotnisko Eastchurch oraz cele w Oldham i Portland. Większość ataków nastąpiła jednak już po południu.

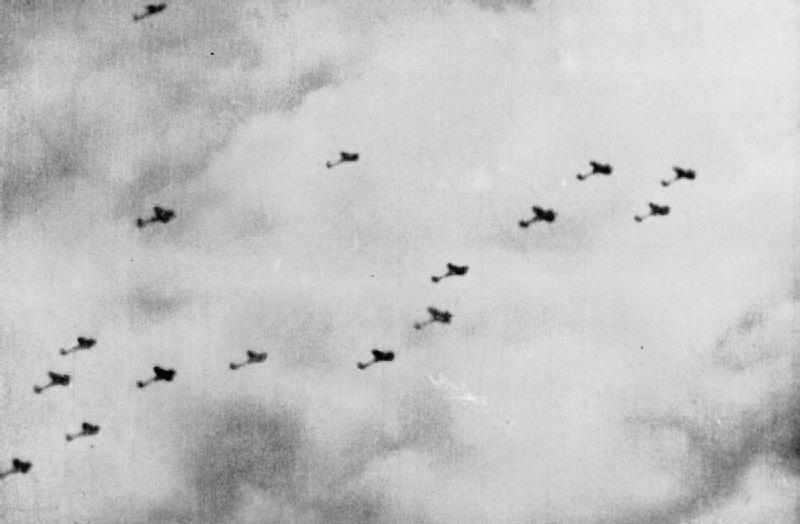
Heinkle He 111 podczas lotu nad Southampton

Najciężej zostało dotknięte Southampton – bomby spadły nie tylko na port, lecz także na dzielnicę mieszkaniową. Kilka wypraw bombowych skierowano na kolejne lotniska: w Andover, Detling i Rochester. Łącznie samoloty Luftwaffe wykonały aż 1485 lotów bojowych. Bilans walk z 13 sierpnia wyglądał dla RAF-u następująco: wykonano 700 lotów bojowych, zestrzelono 46 samolotów wroga, zginęło 13 pilotów, stracono tyle samo maszyn. W rewanżu za te naloty samoloty brytyjskie w nocy z 13 na 14 sierpnia zbombardowały sprzymierzone z III Rzeszą Włochy. Celem ataków były zakłady zbrojeniowe w Mediolanie i Turynie. Także Niemcy byli aktywni tej nocy, wysłali samoloty nad cele m.in. w Norwich. Następnego dnia kontynuowali naloty, mające na celu osłabienie potencjału lotnictwa brytyjskiego. Starali się niszczyć zakłady produkujące i naprawiające samoloty oraz lotniska. Bomby spadły aż na dziewięć baz lotniczych. Niemieckie myśliwce kontynuowały też swoją taktykę prowokowania brytyjskich Hurricane’ów i Spitfire’ów do pojedynków lotniczych.
Dzień 15 sierpnia, dzięki pogodzie sprzyjającej lotom, przyniósł bardzo ciężkie naloty, w których po raz pierwszy brały udział jednocześnie wszystkie trzy niemieckie floty powietrzne. Tradycyjnie już atakowane były lotniska. Dwa z nich – Hawkinge i Lympne – zostały ciężko uszkodzone. W związku z udziałem w nalotach samolotów 5. Floty Powietrznej z Norwegii i Danii po raz pierwszy w walkach uczestniczyły maszyny nie tylko 11. i 12 Grupy Myśliwskiej, lecz także 13. – broniącej Szkocji. Spisały się na tyle dobrze, że niemieckie ataki były kompletnie nieudane. Jednak w innych miejscach Niemcom poszło lepiej: kilka kolejnych lotnisk zostało uszkodzonych. Zbombardowano też m.in. zakłady lotnicze w Rochester, produkujące ciężkie bombowce, oraz cztery stacje radarowe na południowym wybrzeżu Anglii. Również noc była niespokojna. Niemcy kontynuowali naloty na szereg miejscowości, choć czynili to stosunkowo niewielkimi siłami. Tego dnia myśliwce brytyjskie wykonały 974 loty bojowe. Piloci zgłosili zestrzelenie 182 niemieckich maszyn. Po późniejszych weryfikacjach tych meldunków okazało się, że w rzeczywistości za pewne można było uznać 76 zestrzeleń. Taka rozbieżność nie stanowiła niczego wyjątkowego – wielokrotnie zgłoszenia strąceń niemieckich maszyn z czasów bitwy o Anglię po wojnie były redukowane nawet o kilkadziesiąt procent. I niekoniecznie była ona efektem złej woli pilotów. Duże natężenie walk, wiele jednoczesnych pojedynków, dokonujących się w tym samym czasie, nie sprzyjały obserwacji losów trafionych samolotów wroga, tak by mieć pewność, że uległy rozbiciu lub eksplozji w powietrzu.

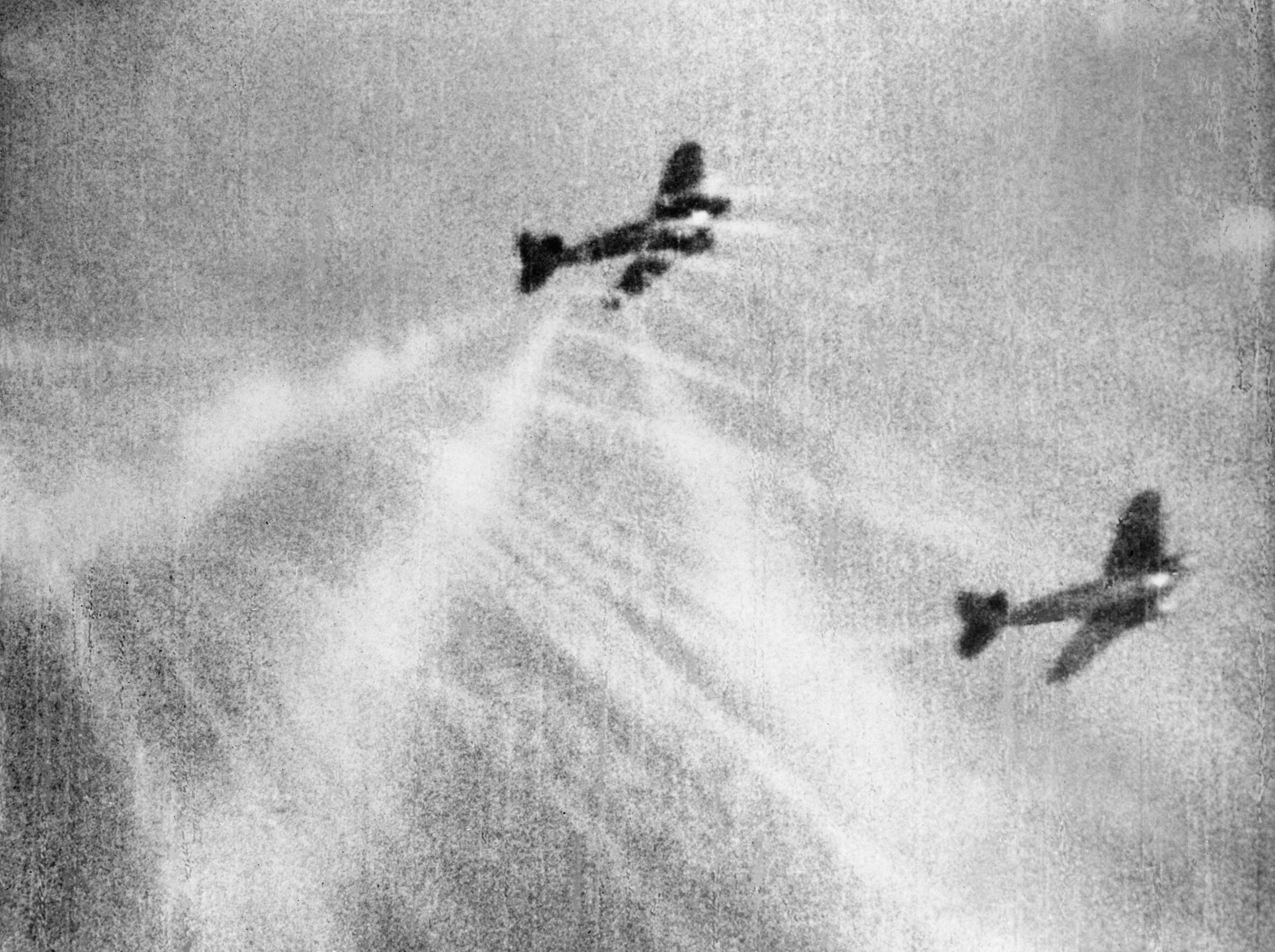
Spitfire atakuje bombowce He 111

Podobna sytuacja była po drugiej stronie. Niemieccy piloci meldowali zniszczenie 101 samolotów wroga, podczas gdy Brytyjczycy stracili tego dnia 35 samolotów. 17 pilotów tych maszyn zginęło. Dowództwo Luftwaffe ogłosiło, że od 1 lipca do 15 sierpnia zniszczono 572 myśliwce wroga. W rzeczywistości straty RAF-u były znacznie mniejsze.
Dotychczasowe doświadczenia niemieckie wskazywały na małą przydatność bombowców nurkujących Ju 87 w sytuacji, kiedy musiały one stawić czoło kontratakowi brytyjskich myśliwców. Aby były w stanie skutecznie wykonać powierzone im zadania, musiały mieć bardzo silną osłonę myśliwską. Luftwaffe coraz dotkliwiej odczuwała straty w personelu latającym, szczególnie wśród załóg bombowych. Wydano więc rozkaz, aby w każdej załodze bombowca w danej chwili znajdował się najwyżej jeden oficer.
Następnego dnia utrzymywała się słoneczna pogoda, można było zatem spodziewać się dużego natężenia ataków niemieckich. I rzeczywiście tak było. Luftwaffe nadal stosowała swoją taktykę nękania brytyjskich lotnisk i stacji radarowych. Bardzo ucierpiały lotniska w West Malling i Tangmere, gdzie zniszczono nie tylko budynki i urządzenia, lecz także dużo samolotów. W południe cztery wyprawy bombowe, liczące 650 maszyn, zaatakowały cele w rejonie Portsmouth, Southampton, Yarmouth i Portland. Kilkakrotnie trafiono cele cywilne, co pociągnęło za sobą liczne ofiary w ludziach. W nocy zaatakowano szkołę lotniczą w Brize Norton. Zniszczone zostały budynki, hangary i 46 maszyn treningowych. Bilans tego dnia zamykał się dla Luftwaffe liczbą 1715 lotów bojowych, podczas których Niemcy stracili 45 samolotów. Brytyjczycy stracili 22 myśliwce i 8 pilotów oraz wiele maszyn zniszczonych na ziemi.
17 sierpnia, mimo sprzyjającej pogody, Niemcy ograniczyli się do misji rozpoznawczych, obie strony wykonały więc niewiele lotów. Tego dnia zestrzelono jedynie dwie maszyny niemieckie. Kolejny dzień przyniósł dalszy ciąg nalotów na lotniska w południowej Anglii i wokół Londynu. Najbardziej ucierpiała baza lotnicza w Kenley, która na kilka dni została wyłączona ze służby. Także stacja radarowa w Poling, zaatakowana przez samoloty Ju 87, przez pewien czas nie była w stanie funkcjonować. Jednak ten sukces kosztował Luftwaffe stratę 18 bombowców nurkujących, zestrzelonych przez myśliwce brytyjskie. Tego dnia Niemcy stracili w sumie 67 samolotów, a ich przeciwnicy – 33 myśliwce zestrzelone i 29 zniszczonych na lotniskach.

### Faza druga (19 sierpnia-5 września)

Lotnisko pod Londynem

Podział bitwy powietrznej, która toczyła się nad Wyspami Brytyjskimi i kanałem La Manche, jest dość umowny. Pomiędzy pierwszą a drugą jej fazą – według klasycznej periodyzacji – nie ma wyraźnej granicy. 19 sierpnia naloty Luftwaffe wyglądały tak samo, jak w dniach poprzednich. Dowództwo obrony brytyjskiej, wyciągnąwszy wnioski z dotychczasowych walk, nakazało wzmocnić naziemną obronę przeciwlotniczą własnych lotnisk (szczególnie tych położonych w południowej Anglii). Polecono przenieść stanowiska dowodzenia poza obręb lotnisk, najlepiej do schronów podziemnych (w dotychczasowych nalotach Luftwaffe zadała dotkliwe straty personelowi kierowniczemu kilku stacji lotniczych). Nakazano również tak zorganizować pracę obsługi naziemnej samolotów, by móc je po przylocie jak najszybciej zatankować i przygotować na powrót do walki, żeby do minimum ograniczyć ryzyko zaatakowania przez nieprzyjaciela maszyn szykowanych do startu. I rzeczywiście, dzięki ofiarności i wyszkoleniu personelu technicznego czas potrzebny na przygotowanie do walki udało się skrócić do zaledwie 8–10 minut. Doświadczenia ze starć lotniczych doprowadziły do wydania rozkazu unikania pojedynków lotniczych nad wodami kanału La Manche, ponieważ wielu pilotów, którzy zginęli w walkach lotniczych, było ofiarami właśnie działań nad morzem. Postanowiono przy tym lepiej organizować system ratownictwa morskiego. Oprócz zespołu szybkich kutrów patrolowych, który działał do tej pory, zdecydowano się do tego zadania zaangażować kilkanaście samolotów rozpoznawczych Westland Lysander, wyposażonych w łódki i tratwy gumowe, które miały być zrzucane po wypatrzeniu rozbitków.
W tym samym czasie marsz. Göring wydał swoim dowódcom dyrektywy, w których nakazywał niezmienianie dotychczasowego celu ataków – niszczenie lotnictwa myśliwskiego wroga. Pozwolił jednak dowódcom formacji bombowych na samodzielne wybieranie szczegółowych celów bombardowań spośród różnego rodzaju fabryk, magazynów, lotnisk, portów, węzłów kolejowych czy skupisk ludności. Wyłączył z nich jedynie Liverpool i Londyn. By je zaatakować, trzeba było mieć jego zgodę. Tego dnia do służby wszedł pierwszy polski dywizjon myśliwski w Wielkiej Brytanii – 302. Dywizjon Myśliwski „Poznański”, przydzielony do 12 Grupy Myśliwskiej.
Po niezbyt aktywnym 19 sierpnia, także następny dzień, w którym pogoda się pogorszyła, pozwolił brytyjskim lotnikom na złapanie oddechu. RAF w ciągu tych dwóch dni wykonał podobną liczbę lotów, co w niezwykle gorącym dniu 15 sierpnia. Kolejny dzień również nie należał do szczególnie krwawych. W obronie atakowanych lotnisk Anglii południowej zestrzelono 13 samolotów wroga, tracąc zaledwie jedną maszynę, której pilot się uratował. Także następne dwa dni nie obfitowały w dramatyczne wydarzenia. Łącznie Brytyjczycy zestrzelili siedem maszyn wroga kosztem pięciu własnych. W ciągu wszystkich tych dni Niemcy kontynuowali nocne naloty na niewielką skalę. Brytyjskim lotnikom, wyczerpanym psychicznie intensywnością lotów i walk prowadzonych od miesiąca, kilka dni względnego spokoju było bardzo potrzebnych. Jednocześnie, nie bacząc na dotkliwy brak lotników, zdecydowano o przedłużeniu treningu nowych pilotów z dwóch do czterech tygodni, wiedząc, że słabo wyszkoleni będą szybciej ginąć.
24 sierpnia pogoda poprawiła się i już rano nad Dover nadleciała duża formacja samolotów niemieckich. W popołudniowym nalocie ciężko zbombardowano lotnisko w Manston, a w atakach na cele cywilne w Southampton i Portsmouth zginęło 100 mieszkańców tych miast. Tego dnia samoloty Fighter Command wykonały rekordową liczbę lotów – 936 – podczas których zestrzelono 38 maszyn wroga, kosztem życia 10 pilotów i utraty 22 własnych samolotów.

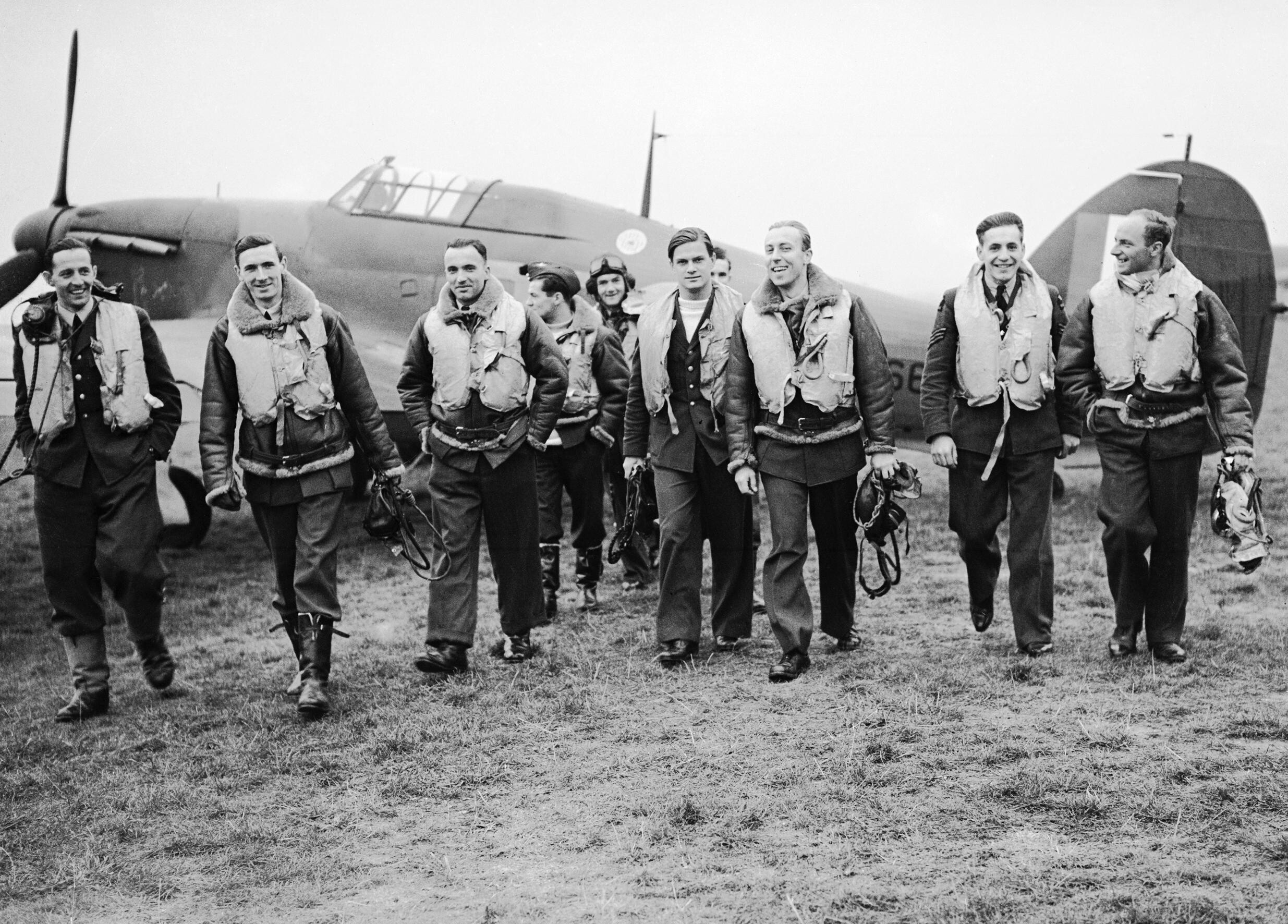
Piloci Dywizjonu 303

Kilka godzin wcześniej w nocy 24 sierpnia podczas nocnych bombardowań licznych celów jedna z formacji niemieckich bombowców w wyniku błędu w nawigacji wbrew wyraźnym zakazom Hitlera i Göringa zaatakowała cele cywilne w Londynie. Bomby spadły na dzielnice mieszkaniowe, wywołując wiele pożarów i pociągając za sobą liczne ofiary w ludziach. Ten drobny z pozoru incydent spowodował całą lawinę zdarzeń. Otóż w odwecie premier Wielkiej Brytanii Winston Churchill rozkazał najbliższej nocy zaatakować Berlin. Ze względu na bezpośrednie skutki nalot miał jedynie symboliczne znaczenie, podobnie jak dwa następne, ale rozwścieczył Führera, godził bowiem w jego prestiż jako tego, który w pełni panuje nad sytuacją wojenną.
Przywódca III Rzeszy, wbrew wcześniejszym założeniom, 5 września 1940 rozkazał podjęcie nalotów na cele cywilne w Londynie i innych miastach na Wyspach Brytyjskich. Na razie jednak bitwa o Anglię toczyła się swoim trybem. 26 sierpnia, mimo niezbyt sprzyjającej pogody, trwał ten sam śmiercionośny spektakl, którego widownią – a jednocześnie ofiarą – była Anglia od kilku tygodni. Również następnego dnia naloty wskazywały na to, że Niemcy nie zrezygnowali z zamiaru zniszczenia lub przynajmniej jak największego osłabienia brytyjskiego potencjału lotniczego, wciąż bowiem bombardowano lotniska, fabryki sprzętu lotniczego i stacje radiolokacyjne. Następne tygodnie walk z silnie bronionymi przez myśliwce niemieckie formacjami bombowymi skłoniły dowódcę kanadyjskiego 242. Dywizjonu Myśliwskiego, mjr. Douglasa Badera, do wyjścia z inicjatywą wprowadzenia zmian w organizacji brytyjskiego lotnictwa myśliwskiego. Ten legendarny już wówczas pilot zaproponował utworzenie bezpośredniego związku taktycznego pomiędzy dywizjonem a grupą myśliwską. Miało być nim wielkie skrzydło (big wing), składające się z 3-4 dywizjonów. Skoncentrowany atak takiej formacji, zdaniem Badera, stwarzał większe szanse powodzenia w starciu z dużą wyprawą bombową wroga, dodatkowo dysponującą silną osłoną myśliwców. Pojedyncze dywizjony kolejno wprowadzane do walki nie były w stanie rozerwać szyku obronnego bombowców lub przedrzeć się przez zaporę myśliwców. Nie wszyscy wyżsi dowódcy lotnictwa myśliwskiego podzielali to zdanie (tak duża jednostka będzie potrzebowała dużo czasu na sformowanie szyku po starcie w sytuacji, kiedy trzeba działać szybko – argumentowali przeciwnicy) i na razie zmian nie wprowadzono. Co noc Luftwaffe kontynuowała też naloty, głównie na cele przemysłowe i porty. Wprawdzie dokonywano ich niewielkimi siłami, a ich bezpośrednie rezultaty również nie były zbyt poważne, jednak Niemcom chodziło głównie o dezorganizowanie pracy przemysłu i wywołanie poczucia zagrożenia wśród ludności cywilnej. Coraz częściej podczas tych nalotów bombardowano Londyn i inne cele, niezwiązane z potencjałem obronnym Wielkiej Brytanii.

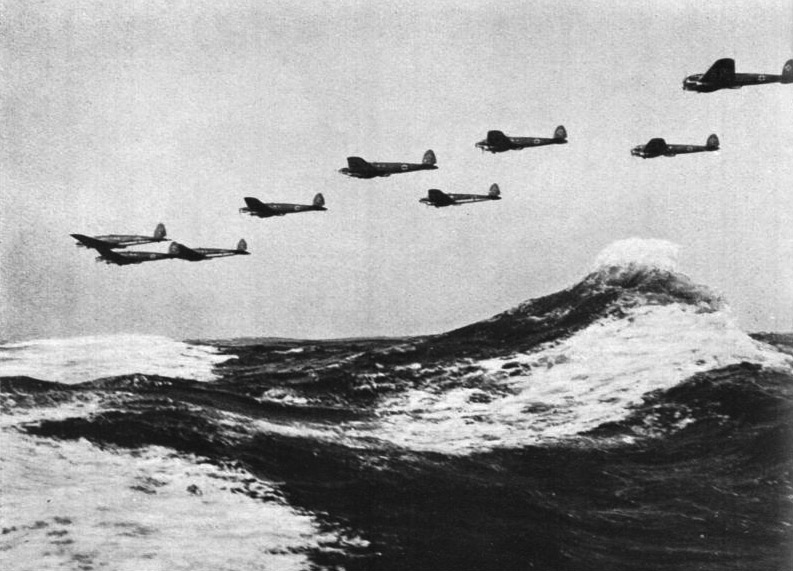
Niemieckie bombowce Heinkel He 111 nad kanałem La Manche

28 sierpnia silnie broniona przez Messerschmitty Bf 109 formacja bombowców Do 17 zaatakowała lotnisko Eastchurg. Myśliwce brytyjskie nie były w stanie odeprzeć eskorty niemieckiej, dlatego zostało ono skutecznie zbombardowane. Również w czasie popołudniowych ataków na inne lotniska eskorta była bardzo silna. Brytyjczycy nie potrafili jej pokonać. Wprawdzie tego dnia zestrzelili 31 samolotów wroga, ale też sami ponieśli duże straty w powietrzu i na ziemi: 20 zniszczonych maszyn, 7 zabitych pilotów. Dzień później nad Anglią, w pobliżu Londynu, znalazła się armada aż 723 samolotów myśliwskich Bf 109 i Bf 110. Niemcy liczyli na to, że Brytyjczycy dadzą się sprowokować i zaangażują w walkę z nimi poważne siły własne, co napastnikom stworzy szanse na duże przetrzebienie sił wroga. Kiedy dowództwo Royal Air Force zorientowało się w zamiarach przeciwnika, rozkazało wycofać większość dywizjonów poderwanych do walki. W wyniku niezbyt licznych walk powietrznych obie strony straciły łącznie 26 maszyn, przy niewielkiej przewadze zwycięstw pilotów brytyjskich. Następnego dnia Niemcy próbowali tej samej taktyki, z takim samym skutkiem. Pośród licznych nalotów bombowych udało się im jednak osiągnąć poważny sukces w postaci uszkodzenia lotniska Biggin Hill. Brytyjczycy zdołali wówczas zniszczyć aż 36 nieprzyjacielskich samolotów, tracąc 9 pilotów i 22 zniszczone samoloty własne. W ostatnim dniu sierpnia Luftwaffe kontynuowała intensywne naloty na różnorodne cele. Tradycyjnie były to lotniska i stacje radarowe. Kosztowało to napastników stratę 41 maszyn, obrońcy okupili to śmiercią 9 pilotów i zniszczeniem przez wroga 44 maszyn. Do walki wchodziły jednak nowe dywizjony myśliwskie, w tym kanadyjski No. 1 Squadron RCAF, polski 303 i czechosłowacki No. 310 Squadron RAF. W pierwszych dniach września do listy celów niemieccy lotnicy na rozkaz Göringa dopisali fabryki samolotów i sprzętu lotniczego. Wyselekcjonowano 30 takich celów. 4 września tragiczne skutki przyniósł nalot Niemców na wytwórnię samolotów Vickers Wellington w Brooklands. W jego wyniku zginęło 88 robotników, a 600 zostało rannych. Kilka dni trwało usuwanie skutków ataku, podczas których nie można było kontynuować produkcji. Walki pod koniec sierpnia i na początku września toczyły się tak intensywnie, że zaangażowani w nie piloci byli na granicy wyczerpania. Na obszarze działania 12. i 13. Grupy Myśliwskiej aktywność niemieckiego lotnictwa była jednak bardzo niewielka, więc dysponowały one pełnowartościowymi jednostkami, które teraz można było wprowadzić do walki w rejonie działań najbardziej wyczerpanych grup – 10. i 11.

### Faza trzecia (6 września-5 października)

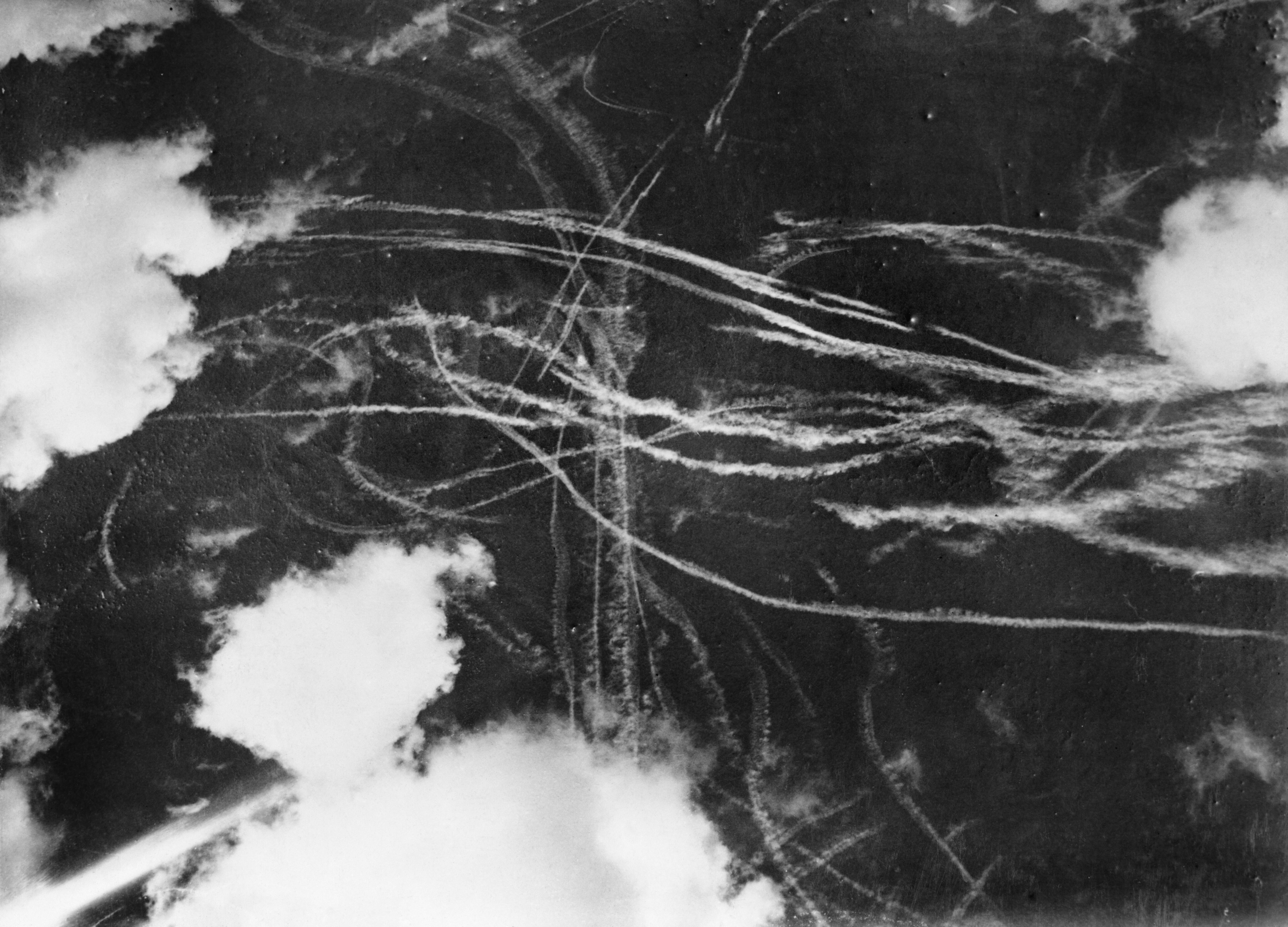
Walka myśliwców nad Anglią

W ciągu pierwszych kilku tygodni walk Niemcy świadomie unikali wypraw nad Londyn. Wspomniane już przypadkowe zbombardowanie dzielnic mieszkaniowych Wielkiej Brytanii spowodowało naloty odwetowe na Berlin. W ich rezultacie Hitler, wbrew wcześniejszym założeniom bombardowania Wielkiej Brytanii, rozkazał podjęcie nalotów na cele cywilne na Wyspach Brytyjskich, co w znaczny sposób wpłynęło na losy batalii powietrznej, mającej przygotować grunt pod inwazję morską. Za tą decyzją stały również przesłanki racjonalne, część dowódców niemieckich uważała bowiem, że dotychczasowa taktyka nie przynosi sukcesów, więc trzeba zmusić Wielką Brytanię do pertraktacji pokojowych poprzez zadanie bolesnych strat cywilom. 6 września 1940 marsz. Göring ogłosił, że obejmuje osobiste dowodzenie. Bitwa o Wielką Brytanię wkroczyła tym samym w nową fazę. Rozpoczęły się naloty Luftwaffe, skoncentrowane na Londynie i innych miastach brytyjskich. Taka sytuacja, choć przysparzała straty wśród ludności cywilnej, była na rękę zarówno Churchillowi, jak i dowództwu lotnictwa myśliwskiego: premierowi ze względu na pomoc Stanów Zjednoczonych, której się spodziewał w odpowiedzi na niemieckie naloty terrorystyczne na cele cywilne, marsz. Hugh Dowding natomiast liczył, że nowa taktyka niemiecka pozwoli RAF-owi na złapanie oddechu. Lotniska, z których korzystali piloci, mocno ucierpiały w czasie uporczywie powtarzanych nalotów w sierpniu. Wiele trudności przysparzało również ciągłe odbudowywanie lub naprawianie regularnie niszczonych stacji radarowych. Piloci myśliwców, którzy byli głównym celem wielu akcji Luftwaffe, zostali mocno przetrzebieni, a ci, którzy nie zginęli lub nie leczyli ran, znajdowali się na granicy wytrzymałości fizycznej i psychicznej. Dotąd zawsze było tak, że wielkie formacje niemieckich samolotów nadlatywały nad Anglię i po przekroczeniu jej brzegów zaczynały się dzielić, kierując się w stronę wyznaczonych celów w różnych częściach kraju. Jednak 7 września cała potężna armada ponad tysiąca samolotów leciała zgodnie w jednym kierunku – na Londyn. Chociaż Brytyjczycy rzucili do walki wszystkie siły, jakie zmobilizowali, Niemcy mieli nad nimi dużą przewagę. Na miasto spadł grad bomb – zarówno na cele przemysłowe, wojskowe, jak i cywilne. Zginęło 450 osób, a 1600 było rannych. Niemcy stracili 41 maszyn. W dodatku tego dnia dowództwo obrony Wielkiej Brytanii wysłało do wszystkich jednostek obrony terytorialnej komunikat o najwyższym stopniu zagrożenia inwazyjnego.
Przez kilka dni utrzymywała się gorączka przygotowań do odparcia niemieckiego desantu. Aby móc przeciwdziałać, od 7 września Brytyjczycy bombardowali skupiska barek desantowych i statków w portach francuskich: Boulogne, Calais i Dunkierce.

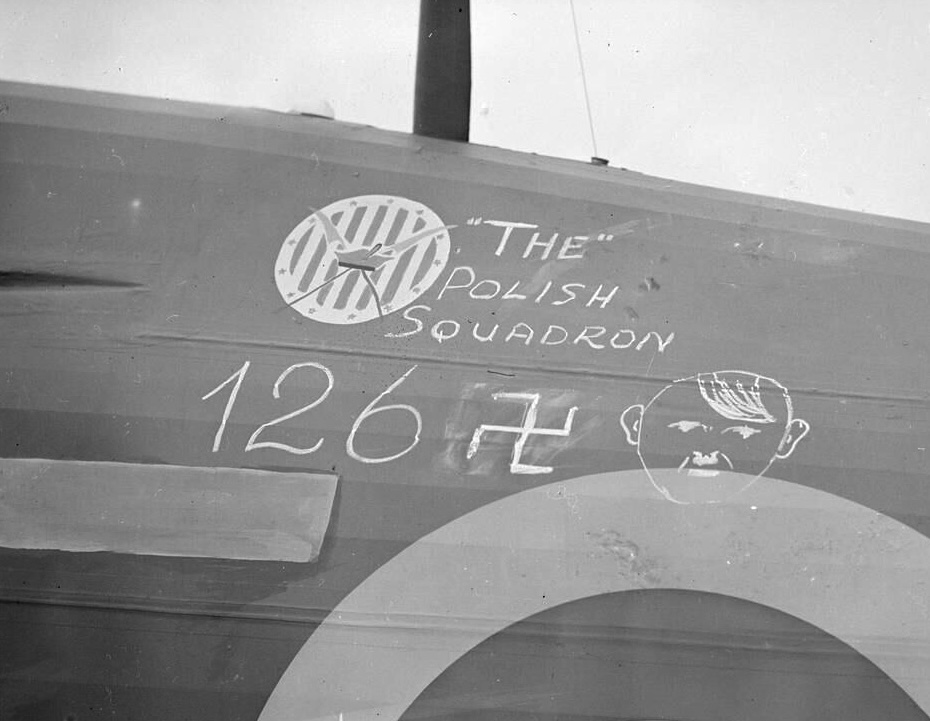
„126 Adolfów” zestrzelonych przez Dywizjon 303 w bitwie o Anglię

W nocy kontynuowano bombardowanie Londynu. Samolotom niemieckim ułatwiała zadanie utrzymująca się nad miastem poświata, będąca efektem pożarów. 9 września wyprawę bombową lecącą nad Londyn udało się rozbić, zanim osiągnęła cel. Po tym, jak stolica Wielkiej Brytanii stała się głównym celem nalotów, znacznie wzmocniono obronę przeciwlotniczą. Ostrzał artyleryjski, choć nie prowadził do wielu zestrzeleń, zmuszał jednak Niemców do dokonywania nalotów z większej wysokości, przez co były one mniej skuteczne. W ciągu pierwszych siedmiu dni bombardowania Londynu zginęło ponad 2 tys. jego mieszkańców, a pięć razy tyle zostało rannych. Na 15 września Göring szykował wielki nalot, który miał się przyczynić do przełomu w bitwie. Poranny atak został odparty. Następny, dokonany siłami kilkuset samolotów, odpierało aż 31 dywizjonów myśliwskich, w tym dwa polskie: 302. i 303. Tego dnia zestrzelono 61 samolotów wroga, tracąc 16 pilotów i 26 maszyn. Ten dzień uznaje się za przełomowy w bitwie o Anglię, był to jednak zupełnie inny przełom, niż oczekiwał Göring. Dwa dni później Hitler był zmuszony przesunąć datę rozpoczęcia operacji „Lew Morski” na czas nieokreślony. Po kilku tygodniach intensywnych walk wreszcie i Niemcy zaczęli odczuwać straty poniesione w bitwie. Pogarszały się też nastroje wśród ich lotników: ci z pułków bombowych narzekali, że są niedostatecznie chronieni przez myśliwce, a latający w pułkach myśliwskich samolotami Bf 109 skarżyli się, że Londyn jest na granicy ich zasięgu, w związku z czym po odliczeniu czasu lotu w obie strony mają dość paliwa jedynie na 10–20 minut nad celem. Nawet jeśli w dzień ataki bombowe były słabsze, noc w noc Londyn bombardowało 100-200 samolotów. Każdego dnia podczas alarmów przeciwlotniczych tysiące mieszkańców miasta spędzało wiele godzin w schronach i na stacjach metra. We wrześniu intensywność niemieckich nalotów zaczęła maleć. Za dnia coraz częściej zamiast bombowców wysyłano uzbrojone w bomby ciężkie myśliwce Bf 110, a nawet Bf 109, samoloty bombowe natomiast wysyłano częściej w nocy. 23 września w jednej z większych takich akcji wzięło udział 261 maszyn, które bombardowały cały obszar Londynu. Tej samej nocy nad stolicą III Rzeszy pojawiły się 124 średnie bombowce RAF-u. Brytyjczycy czuli się coraz pewniej, mając świadomość, że największe zagrożenie mają raczej za sobą. W tej fazie bitwy o Anglię Londyn był głównym celem ataków niemieckich, ale nie jedynym. Także Liverpool, Birmingham, Southampton, Nottingham i liczne inne miasta doświadczały grozy nalotów Luftwaffe. Cztery dni po wspomnianym ciężkim ataku nocnym 300 bombowców Ju 88 i Do 17 w ciągu dnia próbowało się przedrzeć nad stolicę Wielkiej Brytanii. Tego dnia w walkach w obronie Londynu i kilku innych miast Wielkiej Brytanii piloci myśliwcy RAF-u zestrzelili aż 57 samolotów wroga.
Chociaż był to jeden z najlepszych dziennych wyników zestrzeleń wrogich maszyn podczas bitwy o Anglię, tym razem został okupiony dużymi stratami: zginęło 20 pilotów. Strata 28 maszyn nie była tak dotkliwa – brytyjski przemysł produkował ich już więcej, niż RAF tracił. Od lipca do października 1940 r. do jednostek lotniczych dostarczono 1908 samolotów. W tym czasie Luftwaffe otrzymała jedynie 811. W dodatku dzięki pracy Cywilnej Organizacji Naprawczej (ang. Civillian Repair Organization) dziesiątki poważnie uszkodzonych maszyn, których nie można było naprawić w warsztatach działających przy bazach lotniczych, wracały do służby.

### Faza czwarta (6-31 października 1940 r.)

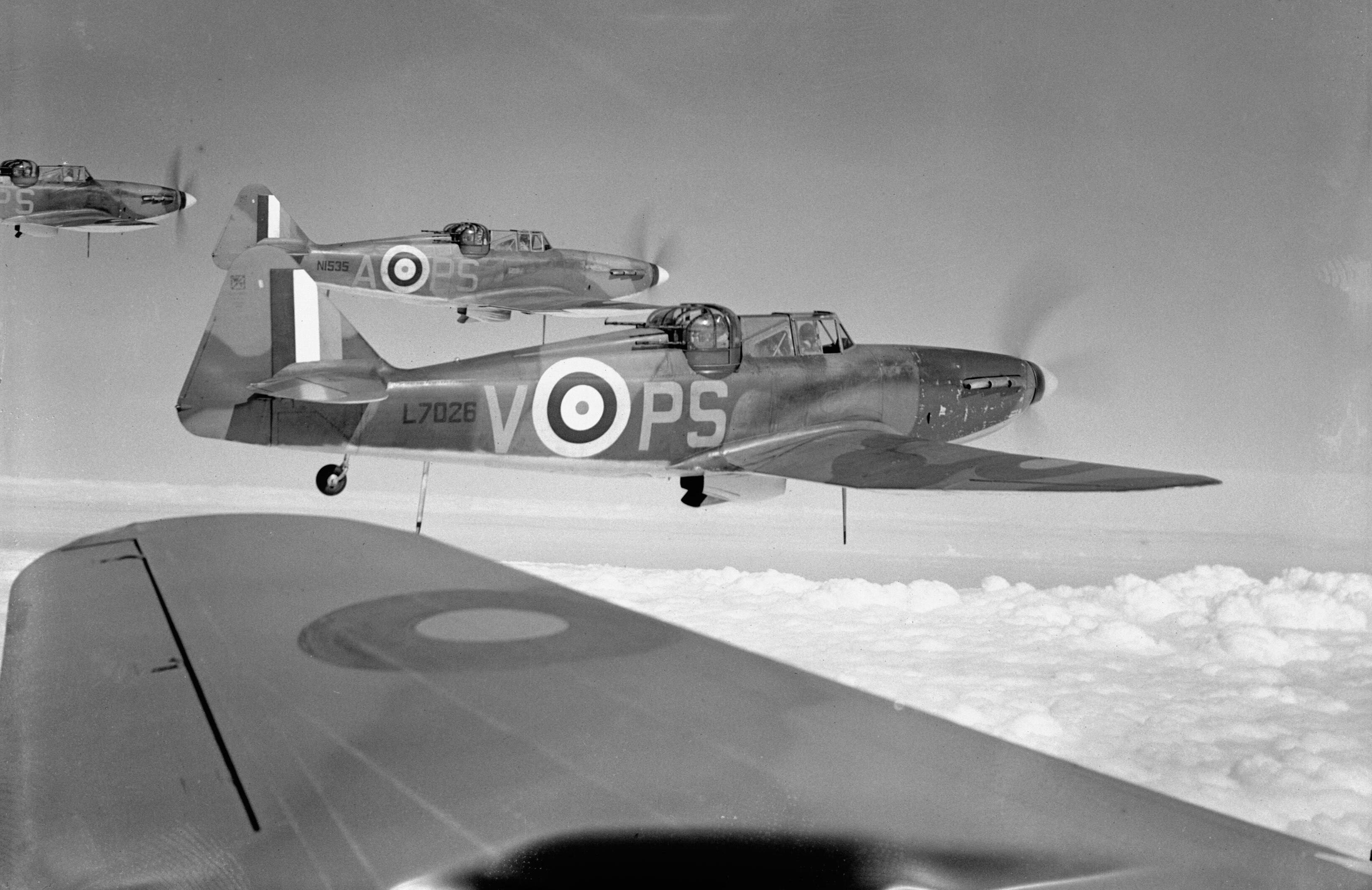
Formacja Defiantów z 264. Eskadry RAF-u (PS-V został zestrzelony 28 sierpnia 1940 nad Kentem przez Bf 109).

Po dwóch miesiącach zaciętych walk, w których mimo dostosowania taktyki działań lotniczych do rozwoju sytuacji Luftwaffe nie osiągnęła zamierzanych celów, a przy tym poniosła dotkliwe straty, Niemcy przeszli do działań nocnych lub nalotów dokonywanych niewielkimi siłami, a nawet przez pojedyncze szybkie samoloty bombowe Junkers Ju 88. Leciały one na małej wysokości, unikając wykrycia przez brytyjskie stacje radarowe, by niespodziewanie zaatakować wrogie lotniska i inne cele. Intensywność nalotów znacznie się zmniejszyła także w związku z pogarszającymi się jesienią warunkami pogodowymi. 6 października mieszkańcy Londynu mieli pierwszą spokojną noc od trzech miesięcy. Następnego dnia nad południową Anglią pojawiło się 170 maszyn wroga, ale leciały one w małych grupach, liczących po kilkanaście bombowców i myśliwców, mających atakować różne cele, m.in. Londyn i zakłady lotnicze w Yeovil. Na początku października 1940 r. marsz. Göring zmuszony był zrewidować cele prowadzonej batalii powietrznej. Nie chcąc przyznać się do porażki, w nowo przygotowanej instrukcji dla Luftwaffe podkreślał potrzebę panowania nad przestrzenią powietrzną kanału La Manche i wybrzeża Anglii. Nadal celem jego samolotów było zniszczenie potencjału przemysłowego Londynu, a także zniszczenie morale londyńczyków i mieszkańców innych bombardowanych miast angielskich. Nalot z 8 października 1940 miał być kolejnym krokiem zbliżającym Niemców do osiągnięcia założonego celu. Tego dnia 150 samolotów bombardowało stolicę Wielkiej Brytanii. Bomby trafiły m.in. w słynny Tower Bridge, a także budynki BBC.

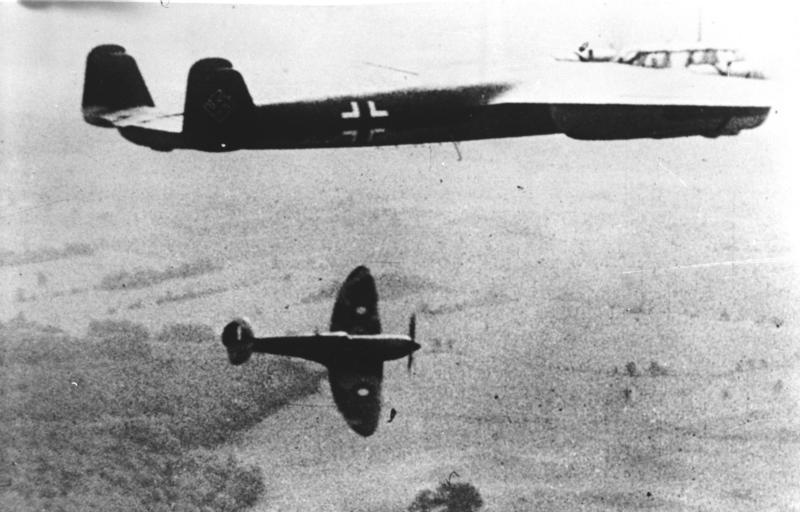
Spitfire z RAF atakuje formację Dornierów Do 17 podczas bitwy o Wielką Brytanię

Jednocześnie Niemcy kontynuowali akcje siłami samych samolotów myśliwskich Bf 109, które patrolowały przybrzeżne rejony Anglii w poszukiwaniu łatwych celów. 12 października 1940 Hitler pośrednio przyznał się do porażki w bitwie o Wielką Brytanię. Tego dnia feldmarszałek Wilhelm Keitel, szef naczelnego dowództwa Wehrmachtu, wydał rozkaz, w którym stwierdzał, że wódz III Rzeszy zadecydował o kontynuowaniu do wiosny 1941 r. przygotowań do operacji „Lew Morski”. Oznaczało to w praktyce odłożenie planów desantu morskiego na Wyspy Brytyjskie na czas nieokreślony, 18 grudnia Hitler podpisał bowiem plan ataku na ZSRR, mającego rozpocząć się wiosną 1941 r. Odtąd wojna ze Stalinem miała mieć znaczenie priorytetowe w planach wojennych III Rzeszy. 25 października 1940 w nalotach na Wielką Brytanię po raz pierwszy wzięło udział lotnictwo Włoch. Miał to być odwet za brytyjskie bombardowania włoskich zakładów przemysłowych. 16 włoskich bombowców Fiat BR.20 wystartowało z jednego z lotnisk w okupowanej przez Niemców Belgii na bombardowanie Harwich. 13 z nich odnalazło cel i po zrzuceniu bomb bez strat wróciły do bazy. Włosi, zachęceni tym sukcesem, 29 października 1940 r. podobnymi siłami dokonali nalotu na Ramsgate. Dwukrotne naloty dokonane przez Regia Aeronautica w listopadzie przyniosły Włochom ciężkie straty, co doprowadziło do wycofania ich z dalszych walk. W czwartek 31 października 60 myśliwców Bf 109 zrzuciło bomby na Londyn. Zgodnie z brytyjską periodyzacją był to ostatni dzień bitwy o Anglię. Niemieckie ataki lotnicze trwały wprawdzie dalej, ale były coraz rzadsze. Brytyjscy (i sprzymierzeni z nimi) lotnicy jako pierwsi przerwali pasmo zwycięstw armii III Rzeszy.

## Podsumowanie bitwy. Straty obu stron
Straty własne i przeciwnika podawane przez obie strony konfliktu w trakcie bitwy o Anglię nie miały wiele wspólnego z rzeczywistością. Były raczej zabiegiem propagandowym, obliczonym na poprawienie morale własnych żołnierzy i społeczeństwa. Zdaniem Brytyjczyków od początku maja do końca września, czyli od inwazji wojska III Rzeszy na Francję do schyłku najintensywniejszych walk podczas bitwy o Wielką Brytanię, lotnicy RAF-u mieli zestrzelić 2698 maszyn wroga, tracąc jednocześnie 1023 własne maszyny myśliwskie oraz 376 bombowców i 148 samolotów obrony wybrzeża. Tymczasem raporty Luftwaffe podawały zgoła inne liczby: 2198 zestrzelonych maszyn RAF-u przy stracie 1887 własnych, w tym 873 myśliwców. Według danych współczesnych, zweryfikowanych przez historyków na podstawie archiwów wojskowych obu stron, od 10 lipca do 31 października (a więc tylko podczas bitwy o Anglię) straty lotnictwa brytyjskiego wyniosły 1087 samolotów, a lotnictwa III Rzeszy – 1733 (z tego 1437, czyli 83% ogólnej liczby, zestrzeliły myśliwce RAF-u). Jednak o ile niemiecki przemysł lotniczy w tym samym czasie wyprodukował 1870 myśliwców (a więc wyrównał ogólne straty poniesione przez Luftwaffe w trakcie bitwy o Anglię), o tyle przemysł brytyjski dostarczył aż 4283 nowe myśliwce. Jednak nie samoloty były najważniejsze. Jednostki Luftwaffe zostały pozbawione setek doświadczonych pilotów, nawigatorów i bombardierów. Dla niemieckiego lotnictwa były to straty nie do odrobienia. Chociaż w trakcie bitwy niemieckie samoloty zniszczyły ponad milion domów na terenie Anglii, zabijając 44 tys. ich mieszkańców, lotnikom Göringa nie udało się zrealizować żadnego z postawionych im celów – lotnictwo RAF-u nie zostało unieszkodliwione, by dać samolotom Luftwaffe panowanie w powietrzu, niezbędne do odniesienia sukcesu przez planowany desant na Wyspy Brytyjskie. Również przemysł brytyjski, choć zaciekle atakowany, nie został zniszczony; nie udało się znacząco osłabić potencjału militarnego tego kraju. Wreszcie ludność cywilna, choć tygodniami zmuszana do życia w ciągłym zagrożeniu i spędzania wielu nocy w schronach przeciwlotniczych, nie utraciła ducha oporu, potrzebnego do podtrzymania całej brytyjskiej machiny wojennej.
Łącznie Niemcy stracili 1733 samoloty, a ok. 650 zostało uszkodzonych – było to 52% stanu Luftwaffe z lipca 1940, straty ludzkie to 2500 poległych i wziętych do niewoli oraz 1000 rannych lotników.
Brytyjczycy stracili 1087 samolotów, a ok. 450 zostało uszkodzonych – wynosiło to ok. 135% stanu z lipca 1940. Śmierć poniosło 544 pilotów, a 500 zostało rannych. Przemysł brytyjski pracował pełną parą, dzięki czemu straty w maszynach były na bieżąco uzupełniane.

## Polskie jednostki w składzie RAF-u biorące udział w bitwie
W bitwie o Anglię najpierw w składzie, a potem u boku RAF-u walczyły 4 polskie dywizjony: 2 bombowe (300 i 301), 2 myśliwskie (302 i 303) oraz 81 polskich pilotów w dywizjonach brytyjskich, w sumie 145 polskich pilotów (poległo 28 nie licząc Josefa Františka), co stanowiło 5% ogółu pilotów RAF biorących udział w bitwie. Polacy zgłosili zestrzelenie około 170 i uszkodzenie 36 samolotów niemieckich, co stanowić miało około 12%. Dywizjon 303 był najlepszą jednostką lotniczą, biorącą udział w bitwie o Anglię – zgłosił zestrzelenie 126 maszyn Luftwaffe.
Niewątpliwym jest, że wynik zestrzeleń Dywizjonów 302 oraz 303 w tym i pilotów służących w jednostkach brytyjskich jest znacznie zawyżony. Według polskiego historyka Jacka Kutznera 303. Dywizjon Myśliwski zestrzelił 50–52 samoloty, według wielu innych zachodnich historyków 50–58. Mimo to, 303. Dywizjon pozostaje nadal jednym z najlepszych dywizjonów biorących udział w bitwie o Anglię.

## Asy bitwy o Anglię

### III Rzesza
- Werner Mölders
- Werner Machold
- Herbert Ihlefeld
- Ernest Ott
- Eberhard Hainlein
- Paul Weitkus
- Johannes Fink
- George Hippel
- Ernst Arnold
- Josef Heinzeller

### Wielka Brytania
- Douglas Bader
- Eric Lock
- Bob Doe
- Adrian Clowes
- A.G. Page
- Peterson Hughes
- Brian Carbury

### Polska
- Stanisław Skalski
- Mieczysław Popek
- Witold Urbanowicz
- Zdzisław Krasnodębski
- Zdzisław Henneberg
- Jan Zumbach
- Witold Łokuciewski
- Eugeniusz Horbaczewski
- Mirosław Ferić
- Wacław Król
- Ludwik Paszkiewicz
- Eugeniusz Roland
- Josef František (pilot czeski i polski)

## Przyczyny porażki Luftwaffe
- Niekompetentne dowodzenie siłami Luftwaffe przez Hermanna Göringa:
  - Użycie (w początkowej fazie) samolotów Ju 87 o zbyt słabych osiągach na warunki ówczesnego pola walki[20]. Samoloty te były wolne i słabo opancerzone, przez co stawały się łatwym celem dla myśliwców RAF-u. Ich używanie wymagało całkowitego panowania w powietrzu, czego nauczyła Niemców dopiero bitwa o Anglię</ref>.
  - Uległość wobec Adolfa Hitlera i rezygnacja z ataków na lotniska i bazy RAF na rzecz ataków na Londyn.
  - Niedostateczny zasięg myśliwców Messerschmitt Bf 109 i tym samym brak osłony myśliwskiej dla sił Luftwaffe podczas powrotu formacji do baz we Francji. 5 Flota atakująca z terytorium Norwegii nie posiadała osłony już w czasie dolotu do celu.
  - Wiara w dużą skuteczność ciężkiego myśliwca Messerschmitt Bf 110, która okazała się mitem.
  - Niedocenianie roli radaru w powodzeniu misji, co stało się przyczyną dużych strat.
- Racjonalne działanie Dowództwa RAF – dowódca marszałek Sir Hugh Dowding – na przykładzie:
  - Skuteczne śledzenie działań przeciwnika poprzez użycie radaru i reagowanie siłami adekwatnymi do sytuacji (system Dowdinga).
  - Właściwe dowodzenie – podrywanie myśliwców we właściwych siłach i optymalnym momencie dla RAF-u.
  - Szybka naprawa urządzeń (zbombardowane stacje radarowe, lotniska, pasy startowe).
  - Dobry system przeciwdziałania skutkom nalotów w Londynie[25].
  - Sprowokowanie Niemców nalotem na Berlin do zrezygnowania z bombardowania fabryk i lotnisk na rzecz Londynu[21].

## Upamiętnienie
Działania lotników polskich w bitwie o wyspy brytyjskie zostały upamiętnione na Grobie Nieznanego Żołnierza w Warszawie napisem na jednej z tablic po II wojnie światowej: „BITWA O W. BRYTANIĘ VII–IX 1940”, a po 1990 roku – „BITWA O ANGLIĘ 10 VII – 31 X 1940”.
W 1990 został wybity medal z podobizną gen. bryg. pil. Stanisława Ujejskiego o treści Bitwa o Wielką Brytanię 1940 – 1990, wydany przez Mennicę Państwową, a zaprojektowany przez Andrzeja Nowakowskiego.

## Kultura masowa
Bitwa o Anglię została odwzorowana w wielu grach komputerowych, m.in. w Battle of Britain II: Wings of Victory. Bitwa jest też tematem filmów: Bitwa o Anglię, 303. Bitwa o Anglię oraz Dywizjon 303. Historia prawdziwa.
Zespół heavymetalowy Iron Maiden ma w swoim repertuarze utwór pt. Aces High pochodzący z płyty Powerslave, opowiadający o walce dzielnych lotników RAF z Luftwaffe. Na początku wszystkich ich koncertów, zaczynających się właśnie tą piosenką, odtwarzana była przemowa Winstona Churchilla. Podczas trasy koncertowej The Legacy of The Beast przy wykonywaniu numeru "Aces High" nad sceną pojawia się atrapa brytyjskiego samolotu Spitfire. Wokalista Iron Maiden podczas koncertów w Polsce wspominał o bohaterstwie polskich lotników z Dywizjonu 303 biorących udział w Bitwie o Anglię.
Zespół powermetalowy Sabaton na płycie „Coat of Arms” zamieścił utwór pt. „Aces in Exile”, który opowiada o męstwie pilotów na uchodźstwie (Polacy, Kanadyjczycy i Czechosłowacy).
Polski zespół rockowy Elektryczne Gitary na płycie „Historia” śpiewa o polskich pilotach w piosence „Dywizjon 303”.